# I Am Not a Serial Killer (película)
I Am Not a Serial Killer es una película de terror británica de 2016, dirigida por Billy O'Brien y protagonizada por Max Records, Laura Fraser, Christopher Lloyd y Christina Baldwin. La filmación dio inicio el 13 de marzo de 2016. En el sitio Rotten Tomatoes, la película cuenta con un ranking de aprobación del 94% basado en 47 reseñas, con un índice de audiencia promedio de 6.8/10. El consenso del sitio afirma que "I Am Not A Serial Killer es una película bien actuada que le hace honor al libro en el que está basada, presentando su temática oscura y sangrienta con dosis de humor negro".

## Sinopsis
Un extraño joven llamado John Wayne Cleaver es diagnosticado como sociópata con impulsos asesinos. Sumado a esto, el joven disfruta ayudando a su madre a trabajar en la morgue. Tras seguir varias pistas, el joven descubre que hay un asesino en su vecindario. Decidido a encontrar al criminal, el joven se entera de que el asesino se encuentra más cerca de lo que él cree.

## Reparto
- Christopher Lloyd[3] como Bill Crowley.
- Max Records[3] como John Wayne Cleaver.
- Laura Fraser[3] como April Cleaver.
- Tim Russell[4] como Greg Olson the barber.
- Christina Baldwin como Margaret.
- Karl Geary como Grant Neblin.
- Lucy Lawton como Brooke.[5]
- Raymond Branstrom como Max Bowen.[5]
- Dee Noah como Kay Crowley.
- Michael Paul Levin como Roger Bowen.